# Mohamed Garne
Mohamed Garne, (El Attaf, 19 de abril de 1960) es una "víctima de guerra", nacido de la violación a su madre por soldados franceses durante la guerra de Independencia de Argelia.

## Nacido de la violación de una menor
Kheira Garne, la madre biológica de Mohamed, tenía sólo 15 años cuando, transportada al campo de detención de Theniet El Had, fue torturada y violada por soldados del ejército francés. Cuando fue embarazada por el ejército, los soldados intentaron hacerla abortar dándole patadas en el estómago y continuaron violándola y abusando de ella durante todo su embarazo.
Al nacer, Mohamed Garne fue separado de su madre Kheira porque se consideró que ella era incapaz de cuidar a su hijo. Luego fue confiado a varias niñeras donde recibió muy malos cuidados.
Fue encontrado anoréxico en un hospital de Argel, con una fractura de cráneo. Luego una pareja de escritores decidió adoptarlo, pero cuando tenía quince años, la pareja se separó y lo obligó a regresar al orfanato.
Su madre adoptiva es la novelista y académica Assia Djebar, seudónimo de Fatima-Zohra Imahlayène, que escribió la obra Rouge l'aube con su primer marido Walid Garn, seudónimo de Ahmed Ould-Rouis (padre adoptivo de Mohamed Garne).
Tras este período marcado por el alcohol y las automutilaciones (cuyas huellas aún conserva en su cuerpo), en 1986 comenzó a buscar a su madre biológica, a la que encontró una noche de septiembre de 1988 en la capital argelina.

## Acción ante la justicia argelina
Siendo posiblemente el hijo de Abdelkader Bengoucha, en 1991 Mohamed Garne inició acciones legales contra la familia Bengoucha, reclamando los derechos de su madre. El caso fue retomado por el tribunal, luego por el Tribunal de Apelación de Theniet El Had, y finalmente ante el Tribunal Supremo de Argel en marzo de 1994. Fue ante esta última institución que, el 22 de marzo de 1994, la madre confesó la verdad: "Señoría, me violaron" declaró ella. A partir de ese día, Kheira aceptó contarle a su hijo sobre su violación durante la guerra de Argelia.

## Acción de la justicia francesa
Mohamed Garne obtuvo la nacionalidad francesa en 1996, pero el estatus de "víctima de guerra" fue rechazado. En 1998 inició nuevas acciones legales contra el Ministerio de Defensa.
En 2001, el Estado francés reconoció a Mohamed Garne como "víctima de guerra" mediante la sentencia dictada el 22 de noviembre por el Tribunal de Apelación de París. Los magistrados le concedieron una pensión de invalidez de 30% durante tres años para "trastornos mentales" sobre las palizas que sufrió su madre durante su embarazo. Se trata de la primera víctima cuya justicia ha reconocido oficialmente las atrocidades cometidas por los soldados franceses durante la guerra de Argelia y que fueron amnistiados tras los acuerdos de Evian.
Hoy sigue luchando para conseguir todos sus derechos y los de su madre. Mohamed Garne ha presentado una demanda ante los tribunales franceses contra el Ministerio de Defensa francés por crímenes de guerra y crímenes contra la humanidad.
Tras la visita de François Hollande a Argelia el 19 de diciembre de 2012, Mohamed Garne dijo en una entrevista que quería desmantelar las barreras impuestas por los dos Estados (argelino y francés) y mencionó la amnistía resultante del Tratado de Evian.

## Comunicación
Mohamed Garne quiso compartir sus vivencias y su sufrimiento. Para ello escribió un libro autobiográfico, publicado por primera vez en Francia con el título "Lettre à ce père qui pourrait être vous" ("Carta a ese padre que podría ser usted"), obra que luego reeditó en Argelia con su título original Français par le crime, j'accuse! ("¡Franceses por el crimen, yo acuso!").
Ha participado en varios programas, entre ellos la revista Envoyé spécial, y ha colaborado en cortometrajes a ambas orillas del Mediterráneo. Está preparando el guion de una película francesa que denuncia las consecuencias de 132 años de colonización francesa.

## Obras
- Carta a este padre que podrías ser tú, ed. JC Lattès, 2005. ISBN 2709626802.
- Francés por el crimen que acuso, ed. L'Harmattan, 2011. ISBN 2296544584.
- Por el crimen que acuso, versión árabe , ed. Bouaroudj, 2012. ISBN 978-9947-0-3502-3.